# Ейчиро Ода
Ейичиро Ода е японски манга писател, известен с манга сериите One Piece (1997– сега). С повече от 450 милиона копия в света, One Piece e най-продаваната манга в света.
Популярността на мангата прави Ода един от писателите, които променят историята на мангата.